# قطعنامه ۱۵۴۶ شورای امنیت
قطعنامه ۱۵۴۶ شورای امنیت سازمان ملل متحد که در تاریخ ۰۸ ژوئن ۲۰۰۴ (۱۹ خرداد ۱۳۸۳) تصویب شد، سندی بین‌المللی دربارهٔ بررسی وضعیت در عراق است. این قطعنامه طی نشست ۴۹۸۷ام با ۱۵ رای موافق، ۰ مخالف و ۰ ممتنع تصویب شد.